# Paraborsonia
Paraborsonia é um gênero de gastrópodes pertencente a família Borsoniidae.

## Espécies
- Paraborsonia lindae Petuch, 1987
- †Paraborsonia varicosa (G. B. Sowerby I, 1850)